# بالگردگاه اینوخسوئیت
بالگردگاه اینوخسوئیت (به انگلیسی: Innaarsuit Heliport) یک فرودگاه همگانی است. این فرودگاه در کشور گرینلند قرار دارد .